# 森塔战役
森塔战役发生于1697年9月11日森塔（今属塞尔维亚，当时属奥斯曼帝国）南部蒂萨河以东，是大土耳其战争的一场主要战役，奥斯曼帝国历史上最具决定性的失败战争之一。1697年，土耳其蘇丹穆斯塔法二世御駕督軍，正準備橫渡蒂薩河，渡河期間遭到歐根親王率領的奧軍奇襲，土耳其精銳損失殆半，森塔战役之后，奥斯曼军队被奥地利军队彻底击败，从此彻底失去匈牙利和贝尔格莱德以北的大片土地，再無能力進犯哈布斯堡帝國核心區域。奥斯曼帝国军事力量严重削弱，国内也出现政治危机，再也没有能力发动战争，只能寻求和谈。

## 签订条约
1699年，奥斯曼帝国与奥地利、威尼斯、荷兰、俄国、以及波兰等5国在贝尔格莱德以北的卡洛维茨谈判，并签署《卡洛维茨条约》。依据《卡洛维茨条约》，匈牙利和特兰西瓦尼亚归奥地利，泰梅什堡归奥斯曼帝国，奥地利和奥斯曼帝国以蒂萨河、萨瓦河和翁纳河一线为新的边界。达尔马提亚、伯罗奔尼撒半岛以及爱琴海上的重要岛屿归威尼斯，勒班陀和艾因纳马夫拉归奥斯曼帝国。波多利亚和乌克兰划归波兰。根据《卡洛维茨条约》和1700年的俄国与奥斯曼政府之间的单独条约，俄国取得了亚速海和德涅斯特河地区。《卡洛维茨条约》標誌著土耳其勢力至此退出多瑙河中游以及巴爾幹以北區域，加速鄂圖曼帝國的衰亡。